# Дивовы
Ди́вовы — древний русский дворянский род.
При подаче документов (06 марта 1686), для внесения рода в Бархатную книгу, была предоставлена родословная роспись Дивовых, герб Дивовых и выписка из хроник Кромера и Длугоша, а также царский наказ Ивану Семёновичу Дивову посланного для осады и взятие г. Озерище (1655).
Род внесён в VI и II части родословной книги Санкт-Петербургской, Тульской и Тверской губерний (Гербовник, I, 51).

## Происхождение и история рода
Родоначальник, "славный и храбрый воин" Гавриил Дивош (Дивота), по сказаниям древних родословцев, выехал к великому князю Василию I Дмитриевичу, из Франции в Россию (1408).
Потомки родоначальника жалованы поместьями (1515). Гридня и Андрей Васильевичи служили по Дмитрову и зачислены в московские дворяне (1552). Гаврила-Агапий Фавстович Дивов, правнук Гавриила, убит при осаде Ревеля (1576), а брат его, Волк, участвовал в обороне Шеиным Смоленска от поляков (1607—1611). Василий Варшутин вёрстан новичным окладом по Ржеве-Володимеровой (1596). Сын боярский Юрий Дивов владел башней в Смоленске (1609). Семён Васильевич Дивов был воеводой в войске против поляков (1617), воевода в Томске (1623), а внук его Яков Иванович — воеводой в Вологде (1687).
Владели населёнными имениями пять представителей рода (1699). Представители рода владели имениями и вотчинами в уездах: Смоленском, Дмитровском, Белозерском, Вологодском, Переслав-Залесском, Волокаламском и Московском.
Иван Иванович Дивов († 1773) был при Екатерине II президентом юстиц-коллегии и сенатором. Адриан Иванович († 1814) и Павел Гаврилович Дивовы ( †1841) были сенаторами.

## Описание герба
Щит разделен перпендикулярно на две части, из которых в правой части, в голубом поле изображены три белые лилии, одна под одной положенные, которые краями связаны вместе, и видом кажутся только три, а их есть шесть; левая часть имеет кровью обагрённое поле.
Щит увенчан обыкновенным дворянским шлемом с дворянской на нём короной, на поверхности которой видны три пера. Намёт на щите голубого и красного цвета, подложен серебром. Герб внесен Общий гербовник дворянских родов Российской империи, ч. 1, 1-е отд., с. 51.

## Геральдика
Герб Дивовых принадлежит к группе ранних русских гербов и (06 марта 1686) он был предоставлен в Палату родословных дел, как доказательство при документах, обосновывающих право семьи на внесение в родословную книгу.
В XIX веке бытовал вариант герба, дополненный девизом на латыни: "Поспешай медленно". Девиз находился на экслибрисе генерал-майора Николая Андриановича Дивова (1781-1869).

## Известные представители
- Дивов Елевферий Григорьевич - убит под Кромами (1605).
- Дивовы: Иван и Афанасий Ивановичи - убиты при освобождении Москвы от поляков (1612).
- Дивовы: Даниил и Леонтий Ратмановичи - дети боярские по Смоленску, получили жалование за Литовский полон (1613), а всего в плену находились десять представителей рода, освобождённых (1613).
- Дивов Алексей Семёнович - стольник патриарха Филарета (1627).
- Дивов  Назар Михайлович - патриарший дьяк (1627), московский дворянин (1636-1640).
- Дивов Семён Васильевич - воевода в Томске (1623), московский дворянин (1627-1640).
- Дивов Иван Семёнович - патриарший стольник (1627-1629), стольник (1629), московский дворянин (1640-1677).
- Дивов Леонтий Ратманович - московский дворянин (1636-1677).
- Дивовы: Томила Яковлевич и Иван Львович - московские дворяне (1658-1677).
- Дивов Филипп Иванович - стольник царицы Натальи Кирилловны (1671-1676), стольник (1677-1692).
- Дивов Яков Иванович - стольник (1676-1686), воевода в Вологде (1687).
- Дивов Дмитрий Иванович - стряпчий (1676), стольник (1686-1692).
- Дивов Истома Фёдорович - московский дворянин (1692)[8][9].
- Дивов Григорий Петрович - погиб при взятии Петром 1 крепости Шлиссельбурга (06 мая 1703).
- Дивов Лука Титович - погиб в сражении под Дерптом (1704).
- Дивов Михаил Алексеевич - погиб в битве под Пултуском (14 декабря 1806)[3].

- Дивов, Адриан Иванович (Андриан, Андрей; 1749—1814) — тайный советник, сенатор, герой Чесменского сражения; старший сын И. И. Дивова.
- Дивов, Василий Абрамович (1805—1842) — мичман Гвардейского экипажа, декабрист.
- Дивов, Иван Иванович (1706—1773) — действительный тайный советник, московский генерал-полицеймейстер.
- Дивов, Николай:[править]  -  Дивов, Николай Адрианович (1792—1879) — генерал-майор, действительный статский советник, коннозаводчик.
  -  Дивов, Николай Иванович (1752—1812) — генерал-лейтенант, генерал-провиантмейстер; сын И. И. Дивова.
  -  Дивов, Николай Николаевич (1880—1942) — художник, плакатист, театральный режиссёр и актёр; сын Н. А. Дивова и А. Л. Де Вильер[10].
- Дивов, Павел Гаврилович (1763—1841) — действительный тайный советник, сенатор; дипломат, переводчик, мемуарист и филантроп.
- Дивова, Елизавета Петровна (1762—1813) — фрейлина Екатерины II.